# Peruviaanse algemene verkiezingen 2000
De Peruviaanse algemene verkiezingen in 2000 vonden plaats op 9 april. Tijdens deze verkiezingen werden een nieuwe president, een nieuw parlement en twee vicepresidenten gekozen. De tweede ronde van de presidentsverkiezingen vond plaats op 28 mei.
De verkiezingen, die als controversieel en frauduleus zijn bestempeld, werden gewonnen door Alberto Fujimori. Tot vicepresidenten van Peru werden Francisco Tudela Van Breugel-Douglas en Ricardo Márquez Flores gekozen.

## Uitslag

### Presidentsverkiezingen
| Kandidaat                     | Alliantie/partij                                                 | Eerste ronde | Eerste ronde | Tweede ronde | Tweede ronde |
| Kandidaat                     | Alliantie/partij                                                 | Stemmen      | %            | Stemmen      | %            |
| ----------------------------- | ---------------------------------------------------------------- | ------------ | ------------ | ------------ | ------------ |
| Alberto Fujimori              | Perú 2000                                                        | 5.528.568    | 49,9         | 6.041.685    | 74,3         |
| Alejandro Toledo Manrique     | Mogelijk Peru                                                    | 4.460.895    | 40,2         | 2.086.215    | 25,7         |
| Alberto Andrade Carmona       | Wij Zijn Peru                                                    | 333.048      | 3,0          |              |              |
| Federico Salas                | We Gaan Vooruit (Avancemos)                                      | 247.054      | 2,2          |              |              |
| Luis Castañeda Lossio         | Partij Nationale Solidariteit                                    | 199.814      | 1,8          |              |              |
| Abel Salinas                  | Amerikaanse Populaire Revolutionaire Alliantie                   | 153.319      | 1,4          |              |              |
| Ezequiel Ataucusi             | Agrarisch Volksfront van Peru (Frente Popular Agrícola del Perú) | 80.106       | 0,7          |              |              |
| Víctor Andrés García Belaúnde | Actie van het Volk                                               | 46.523       | 0,4          |              |              |
| Máximo San Román Cáceres      | Unie voor Peru                                                   | 36.543       | 0,2          |              |              |
| Ongeldige stemmen             | Ongeldige stemmen                                                | 980.359      | -            | 3.672.410    | -            |
| Totaal                        | Totaal                                                           | 12.066.229   | 100          | 11.800.310   | 100          |
| Geregistreerde kiezers        | Geregistreerde kiezers                                           | 14.567.468   | 73,5         | 14.567.467   | 81,0         |

### Congress
| Alliantie/partij                                                  | Stemmen    | %    | Zetels | +/-   |
| ----------------------------------------------------------------- | ---------- | ---- | ------ | ----- |
| Perú 2000                                                         | 4.189.018  | 42,2 | 52     | Nieuw |
| Mogelijk Peru                                                     | 2.308.635  | 23,2 | 29     | +24   |
| Onafhankelijk Moralisatiefront (Frente Independiente Moralizador) | 751.323    | 7,6  | 9      | +3    |
| Wij Zijn Peru                                                     | 715.396    | 7,2  | 9      | Nieuw |
| Amerikaanse Populaire Revolutionaire Alliantie                    | 546.930    | 5,5  | 6      | -2    |
| Partij Nationale Solidariteit                                     | 399.985    | 4,0  | 5      | Nieuw |
| We Gaan Vooruit (Avancemos)                                       | 307.188    | 3,1  | 3      | Nieuw |
| Unie voor Peru                                                    | 254.582    | 2,6  | 3      | -14   |
| Actie van het Volk                                                | 245.115    | 2,5  | 4      | 0     |
| Agrarisch Volksfront van Peru (Frente Popular Agrícola del Perú)  | 216.953    | 2,2  | 2      | +1    |
| Ongeldige stemmen                                                 | 2.007.685  | -    | -      | -     |
| Totaal                                                            | 11.942.810 | 100  | 120    | 0     |
| Geregistreerde kiezers                                            | 14.567.468 | 82,0 | -      | -     |